# Список Навального
Список Навального — складений у 2021 році список підсанкційних осіб, які звинувачуються в клептократії, корупції та порушеннях прав людини, а також безпосередньо пов'язаних з отруєнням та позбавленням волі російського опозиційного лідера Олексія Навального. Згодом цей список частково ліг в основу санкцій за вторгнення Росії в Україну.

## Історія
8 лютого 2021 року виконавчий директор Фонду боротьби з корупцією Володимир Ашурков запропонував Євросоюзу рекомендований список із 35 осіб для накладення санкцій у зв'язку з позбавленням волі Олексія Навального.
Раніше, 15 жовтня 2020 року «за використання хімічної зброї для спроби вбивства Олексія Навального» Євросоюзом вже були введені санкції проти шести високопоставлених російських чиновників, силовиків та ДержНДІОХТу, який займався розробкою «Новичка». Санкції передбачають «заборону на поїздки до ЄС та заморожування активів для фізичних осіб, а також заморожування активів для юридичної особи. Крім того, фізичним та юридичним особам із ЄС заборонено надавати кошти переліченим у списку особам». Того ж дня про введення аналогічних санкцій оголосила Великобританія.
2 березня 2021 року Європейський Союз ввів санкції проти керівників російських силових відомств у зв'язку з отруєнням Олексія Навального. Пізніше цей же день Сполучені Штати ввели санкції проти семи росіян і трьох організацій через ситуацію з Навальним.
24 березня 2021 року Канада ввела санкції проти дев'яти росіян у зв'язку з отруєнням Олексія Навального.
20 серпня 2021 року Великобританія ввела санкції проти семи співробітників ФСБ, яких вона вважає причетними до отруєння. США запровадили санкції проти дев'яти співробітників ФСБ, а також двох організацій. Крім цього, США оголосили про введення другого раунду санкцій проти Росії за використання хімічної зброї при отруєнні Навального, згідно з яким США ввели додаткові обмеження на експорт товарів і технологій, пов'язаних з ядерною та ракетною промисловістю, а також обмеження на імпорт деяких видів російської вогнепальної зброї та боєприпасів.
Але вже 22 вересня 2021 року Комітет з регламенту палати представників конгресу США схвалив законопроєкт, що пропонує ввести санкції проти 35 осіб із представленого соратниками Олексія Навального списку.
24 вересня 2021 року Палата представників Конгресу США схвалила поправку про посилення антиросійських санкцій у проєкті оборонного бюджету на новий фінансовий рік. У законопроєкті Палати представників фігуранти списку названі «російськими клептократами та порушниками прав людини».
7 жовтня 2021 року голова Гельсінської комісії США сенатор Бен Кардін і високопоставлений сенатор Роджер Вікер внесли до Конгресу законопроєкт, який пропонує запровадити санкції проти осіб зі списку Навального, додавши їх до глобальних санкцій Магнітського.
7 березня 2022 року Канада розширила список росіян, проти яких запровадила санкції за вторгнення Росії в Україну. Прем'єр-міністр Канади Джастін Трюдо зазначив, що ці імена взяті зі списку Навального.

## Список
Не всі зі списку потрапили під санкції зразу, безпосередньо у зв'язку з отруєнням та арештом Олексія Навального. Деякі вже були під санкціями, на той момент, в окремих державах. Багато хто потрапив під санкції під час вторгнення Росії в Україну.
| №  | Ім'я Прізвище        | Рід занять                                                                                | Підстави для включення (на думку ФБК) | Дата введення санкцій |
| -- | -------------------- | ----------------------------------------------------------------------------------------- | --- | --- |
| 1  | Роман Абрамович      | Бізнесмен-мільярдер ($11,3 млрд)                                                          | Один із ключових учасників та вигодонабувачів «кремлівської клептократії» зі значними зв'язками та активами на Заході | 10 березня 2022 14 березня 2022 15 березня 2022 16 березня 2022 5 квітня 2022 19 жовтня 2022                                            |
| 2  | Денис Бортников      | Заступник президента-голови правління ВТБ                                                 | Син Олександра Бортникова, директора ФСБ. Діє як «гаманець» для тіньових доходів батька | 22 лютого 2022 23 лютого 2022 24 лютого 2022 25 лютого 2022 26 лютого 2022 3 березня 2022 18 березня 2022 19 жовтня 2022                |
| 3  | Андрій Костін        | Президент-голова правління ВТБ                                                            | Банк «відмиває» гроші великих російських чиновників | 6 квітня 2018 15 березня 2019 24 червня 2021 23 лютого 2022 25 лютого 2022 3 березня 2022 10 березня 2022 18 березня 2022 6 квітня 2022 |
| 4  | Михайло Мурашко      | Міністр охорони здоров'я                                                                  | Відповідальний за приховування отруєння Олексія Навального та перешкоджання його евакуації на лікування до Німеччини | 6 березня 2022 9 червня 2022 24 березня 2023                                                                                            |
| 5  | Дмитро Патрушев      | Міністр сільського господарства                                                           | Син Миколи Патрушева, голови Ради Безпеки Росії. Діє як «гаманець» для тіньових доходів батька | 6 березня 2022 15 березня 2022 9 червня 2022 1 липня 2022 12 жовтня 2022                                                                |
| 6  | Ігор Шувалов         | Колишній перший віце-прем'єр. Голова державної корпорації розвитку«ВЕБ.РФ»                | Посібник державної корупційної системи. Має зв'язки та активи на Заході | 23 лютого 2022 24 лютого 2022 3 березня 2022 4 березня 2022 14 березня 2022 18 березня 2022                                             |
| 7  | Володимир Соловйов   | Телеведучий                                                                               | Один із головних «рупорів держпропаганди», який покриває незаконні репресивні заходи щодо Олексія Навального та опозиції | 23 лютого 2022 6 березня 2022 15 березня 2022                                                                                           |
| 8  | Алішер Усманов       | Бізнесмен-мільярдер ($13,4 млрд)                                                          | Один із ключових учасників та вигодонабувачів «кремлівської клептократії» зі значними зв'язками та активами на Заході | 28 лютого 2022 3 березня 2022 4 березня 2022 10 березня 2022                                                                            |
| 9  | Олександр Бастрикін  | Глава Слідчого комітету                                                                   | Фабрикація кримінальних справ проти журналістів, активістів та представників опозиції | 9 січня 2017 3 листопада 2017 2 березня 2021                                                                                            |
| 10 | Олександр Бортников  | Директор Федеральної служби безпеки                                                       | Відповідальність за спробу отруєння Олексія Навального (також потрапив під санкції і як причетний до позбавлення волі Олексія Навального)                                                                                                  | 15 жовтня 2020 2 березня 2021 23 березня 2021 23 лютого 2022 18 березня 2022                                                            |
| 11 | Костянтин Ернст      | Генеральний директор телекомпанії «Перший канал»                                          | Один із головних «рупорів держпропаганди», який покриває незаконні репресивні заходи щодо опозиції та розпалює соціальну ворожнечу | 6 березня 2022 15 березня 2022 |
| 12 | Віктор Гаврилов      | Начальник управління економічної безпеки в ФСБ                                            | Відповідальність за арешт Навального після прильоту до Москви 17 січня 2021 року (в тому числі за зміну аеропорту прибуття літака) | 6 березня 2022 |
| 13 | Дмитро Іванов        | Глава томського ФСБ під час отруєння Олексія Навального                                   | Після подій у Томську підвищений на посаді до глави УФСБ в більшій Челябінській області | 6 березня 2022 |
| 14 | Олександр Калашников | Директор Федеральної служби виконання покарань (ФСВП)                                     | Організація незаконного арешту Олексія Навального після повернення до Москви та систематичне порушення прав людини у місцях позбавлення волі (також потрапив під санкції і як причетний до отруєння Олексія Навального)                    | 2 березня 2021 23 березня 2021 |
| 15 | Сергій Кирієнко      | Перший заступник глави Адміністрації президента, відповідальний за внутрішню політику     | Причетність до недопуску незалежних кандидатів на вибори та спробам перешкодити «Розумному голосуванню» (потрапив під санкції за причетність до отруєння та позбавлення волі Навального)                                                   | 15 жовтня 2020 2 березня 2021 23 березня 2021 18 березня 2022                                                                           |
| 16 | Олена Морозова       | Суддя Хімкінського районного суду                                                         | Санкціонувала незаконний арешт Навального на 30 діб після прильоту до Росії 17 січня 2021 року, чим сприяла його подальшому позбавленню волі                                                                                               | 10 березня 2022 |
| 17 | Денис Попов          | Прокурор Москви                                                                           | Причетність до розвороту репресивної кампанії проти команди Навального | |
| 18 | Маргарита Симоньян   | Головний редактор державної медіа-мережі «RT»                                             | Один із головних «рупорів держпропаганди», яка позиціонує себе як головну зброю інформаційної війни проти всього західного світу. | 23 лютого 2022 6 березня 2022 15 березня 2022 18 березня 2022                                                                           |
| 19 | Ігор Янчук           | Начальник ГУВС міста Хімки                                                                | Організація незаконного судового процесу, який сприяв подальшому незаконному позбавленню волі Олексія Навального | 10 березня 2022 |
| 20 | Віктор Золотов       | Директор національної гвардії                                                             | Виявив найбільшу активність у придушенні вуличних акцій прихильників Навального. Викликав Навального на дуель і погрожував «зробити з нього фарш» (потрапив під санкції і як причетний до отруєння та позбавлення волі Олексія Навального) | 6 квітня 2018 2 березня 2021 15 березня 2022 18 березня 2022 23 березня 2021                                                            |
| 21 | Олег Дерипаска       | Бізнесмен-мільярдер ($2,3 млрд)                                                           | Один із ключових учасників та вигодонабувачів «кремлівської клептократії» зі значними зв'язками та активами на Заході | 6 квітня 2018 6 березня 2022 10 березня 2022 18 березня 2022                                                                            |
| 22 | Олексій Міллер       | Голова Правління ВАТ «Газпром»                                                            | Один із ключових учасників та вигодонабувачів «кремлівської клептократії», який є прихованим інструментом впливу Росії за кордоном | 6 квітня 2018 4 березня 2022 10 березня 2022 14 березня 2022                                                                            |
| 23 | Ігор Сєчин           | Голова Правління ПАТ «НК „Роснафта“»                                                      | Один із ключових учасників та вигодонабувачів «кремлівської клептократії», що сприяє підтримці режиму Ніколаса Мадуро у Венесуелі | 28 квітня 2014 15 березня 2019 28 лютого 2022 10 березня 2022 18 березня 2022                                                           |
| 24 | Геннадій Тимченко    | Бізнесмен-мільярдер ($14,4 млрд)                                                          | Один із ключових учасників та вигодонабувачів «кремлівської клептократії» зі значними зв'язками та активами на Заході. Один із найближчих союзників та «гаманець» Путіна                                                                   | 21 березня 2014 22 грудня 2015 22 лютого 2022 28 лютого 2022 18 березня 2022                                                            |
| 25 | Микола Токарєв       | Голова Правління ПАТ «Транснефть»                                                         | Один із ключових учасників та вигодонабувачів «кремлівської клептократії» та «будівельників» «палацу Путіна» в Геленджику | 24 лютого 2022 28 лютого 2022 3 березня 2022 10 березня 2022 14 березня 2022                                                            |
| 26 | Олександр Бєглов     | Губернатор Санкт-Петербурга, близький соратник Володимира Путіна                          | Один із найближчих союзників Путіна, який підтримував заходи щодо придушення свободи зборів та протесту | 28 лютого 2022 15 березня 2022 |
| 27 | Юрій Чайка           | Представник президента у Кавказькому регіоні                                              | До 2020 року був генеральним прокурором Росії, який сприяв репресіям мирних громадян | 28 лютого 2022 15 березня 2022 18 березня 2022                                                                                          |
| 28 | Андрій Картаполов    | Заступник міністра оборони – начальник головного управління з Військово-політичних питань | Причетний до загибелі малазійського авіалайнера MH17 у 2014 році та репресій активістів через призов до армії | 16 лютого 2015 24 лютого 2022 10 березня 2022                                                                                           |
| 29 | Павло Крашенинников  | Депутат Держдуми, колишній міністр юстиції                                                | Автор низки репресивних законів, а також законів, що пом'якшують відповідальність за корупційні злочини чиновників | 25 лютого 2022 6 березня 2022 11 березня 2022                                                                                           |
| 30 | Михайло Мішустін     | Прем'єр-міністр Росії                                                                     | Головний виконавець політичного режиму Путіна | 25 лютого 2022 28 лютого 2022 15 березня 2022 18 березня 2022                                                                           |
| 31 | Елла Памфілова       | Голова Центральної виборчої комісії                                                       | Пособництво у фальсифікаціях та подальшої легітимізації виборів | 10 березня 2022 |
| 32 | Дмитро Пєсков        | Прессекретар Президента                                                                   | Приховування будь-якої інформації про незаконні операції проти Олексія Навального та зловмисні дії режиму Путіна в країні чи за кордоном                                                                                                   | 28 лютого 2022 6 березня 2022 11 березня 2022 15 березня 2022 18 березня 2022                                                           |
| 33 | Сергій Собянін       | Мер Москви                                                                                | Фальсифікація виборів та сприяння кримінальній діяльності через корумповані муніципальні проєкти | 28 лютого 2022 15 березня 2022 |
| 34 | Антон Вайно          | Глава Адміністрації Президента                                                            | Координатор режиму Путіна в Росії та за кордоном | 23 лютого 2022 28 лютого 2022 15 березня 2022 18 березня 2022                                                                           |
| 35 | Андрій Воробйов      | Губернатор Московської області                                                            | Корупційна діяльність | |

Крім осіб зі списку поданого соратниками Олексія Навального під санкції також потрапили й інші причетні до його отруєння та арешту:
| №  | Ім'я Прізвище                        | Рід занять                                                                                | Підстави для включення                                 | Дата введення санкцій                                         |
| -- | ------------------------------------ | ----------------------------------------------------------------------------------------- | ------------------------------------------------------ | ------------------------------------------------------------- |
| 36 | Андрій Ярін                          | Начальник управління президента Росії з внутрішньої політики                              | Причетність до отруєння та позбавлення волі Навального | 15 жовтня 2020 2 березня 2021 23 березня 2021                 |
| 37 | Олексій Криворучко                   | Заступник Міністра оборони                                                                | Причетність до отруєння та позбавлення волі Навального | 15 жовтня 2020 2 березня 2021 23 березня 2021 18 березня 2022 |
| 38 | Павло Попов                          | Заступник Міністра оборони                                                                | Причетність до отруєння та позбавлення волі Навального | 15 жовтня 2020 2 березня 2021 23 березня 2021 18 березня 2022 |
| 39 | Сергій Меняйло                       | Повноважний представник президента Російської Федерації у Сибірському федеральному окрузі | Причетність до отруєння та позбавлення волі Навального | 15 жовтня 2020 23 березня 2021                                |
| 40 | Ігор Краснов                         | Генеральний прокурор РФ                                                                   | Причетність до отруєння та позбавлення волі Навального | 2 березня 2021 23 березня 2021 15 березня 2022                |
| 41 | Кирило Васильєв                      | Директор Інституту криміналістики ФСБ                                                     | Причетність до отруєння Навального                     | 20 серпня 2021                                                |
| 42 | Олексій Седов                        | Глава Другої служби ФСБ (Служба по захисту конституційного ладу та боротьби з тероризмом) | Причетність до отруєння Навального                     | 20 серпня 2021                                                |
| 43 | Олексій Александров (Олексій Фролов) | Оперативник-криміналіст ФСБ                                                               | Причетність до отруєння Навального                     | 20 серпня 2021                                                |
| 44 | Володимир Паняєв                     | Співробітник ФСБ                                                                          | Причетність до отруєння Навального                     | 20 серпня 2021                                                |
| 45 | Іван Осипов (Іван Спиридонов)        | Оперативник-криміналіст ФСБ                                                               | Причетність до отруєння Навального                     | 20 серпня 2021                                                |
| 46 | Володимир Богданов                   | Голова Центру спеціальної техніки ФСБ, колишній директор Інституту криміналістики         | Причетність до отруєння Навального                     | 20 серпня 2021                                                |
| 47 | Станіслав Макшаков                   | Заступник директора Інституту криміналістики ФСБ                                          | Причетність до отруєння Навального                     | 20 серпня 2021                                                |
| 48 | Костянтин Кудрявцев                  | Співробітник Інституту криміналістики                                                     | Причетність до отруєння Навального                     | 20 серпня 2021                                                |
| 49 | Артур Жиров                          | Колишній директор 27-го наукового центру, спеціаліст з хімічної зброї                     | Причетність до отруєння Навального                     | 20 серпня 2021                                                |

А також організації:
| № | Назва                                                                                                  | Підстави для включення | Дата введення санкцій                        |
| - | --- | --- | -------------------------------------------- |
| 1 | Державний науково-дослідний інститут органічної хімії та технологій (ДержНДІОХТ)                       | Розробка хімічної зброї, в тому числі «Новичок» | 15 жовтня 2020 15 жовтня 2021 2 березня 2021 |
| 2 | 27-й Науковий центр Міноборони (27-й ЦНДІ)                                                             | Застосування інформаційних технологій військового та подвійного призначення | 2 березня 2021                               |
| 3 | 33-й Центральний НДІ Міноборони (33-й ЦНДІ)                                                            | Участь у виробництві «Новичка», всупереч тому, що є головним розробником всіх технологій знищення отруйних речовин, що використовуються на російських об'єктах зі знищення хімічної зброї | 2 березня 2021                               |
| 4 | Інститут криміналістики ФСБ                                                                            | Зв'язок співробітників з операцією з отруєння Олексія Навального | 20 серпня 2021                               |
| 5 | Державний науково-дослідний випробувальний інститут військової медицини Міністерства оборони (ДНДІ ВМ) | Співпраця з 27-м науковим центром та 33-м науково-дослідним інститутом | 20 серпня 2021                               |

## Реакція Росії
У лютому 2021 року Міністр закордонних справ РФ Сергій Лавров заявив про готовність розірвати відносини з ЄС у разі прийняття ним даного списку.
У вересні 2021 року прес-секретар МЗС РФ Марія Захарова застерегла США від «необдуманого кроку» у зв'язку з пропозицією Конгресу ввести нові санкції проти офіційних осіб та громадських діячів Росії.